# Echipa națională de fotbal a Rusiei
Echipa națională de fotbal a Rusiei reprezintă Rusia în competițiile regionale și internaționale, și este gestionată de către Uniunea de Fotbal a Rusiei.

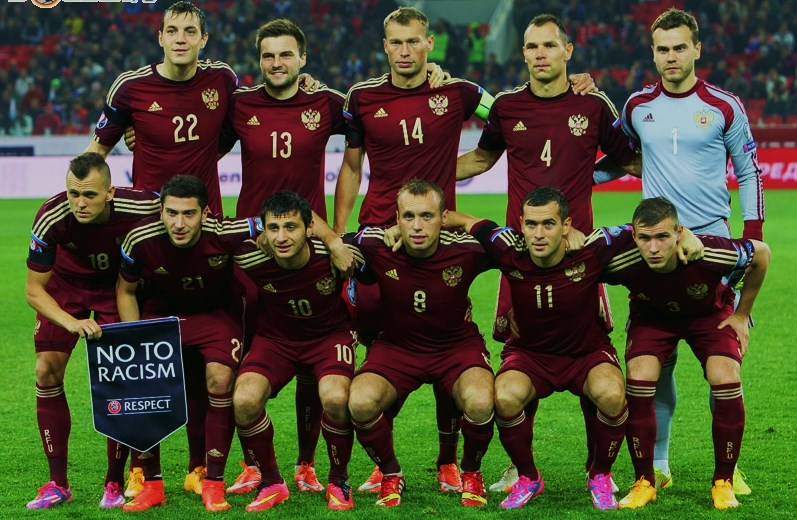
Naționala Rusiei pe 15 octombrie 2014, la meciul cu Moldova

## Rezultate sportive

### Performanțe la Campionatul Mondial
| 1930 - 1954 | Nu s-a calificat   | Nu s-a calificat | Nu s-a calificat | Nu s-a calificat | Nu s-a calificat | Nu s-a calificat | Nu s-a calificat | Nu s-a calificat | Nu s-a calificat | Nu s-a calificat |
| 1958        | Sferturi           | 6                | 5                | 2                | 1                | 2                | 5                | 5                |                  |                  |
| 1962        | Sferturi           | 6                | 4                | 2                | 1                | 1                | 9                | 7                |                  |                  |
| 1966        | Finala Mică        | 4                | 6                | 4                | 0                | 2                | 10               | 6                |                  |                  |
| 1970        | Sferturi           | 5                | 4                | 2                | 1                | 1                | 6                | 2                |                  |                  |
| 1974 - 1978 | Nu s-a calificat   | Nu s-a calificat | Nu s-a calificat | Nu s-a calificat | Nu s-a calificat | Nu s-a calificat | Nu s-a calificat | Nu s-a calificat | Nu s-a calificat | Nu s-a calificat |
| 1982        | A doua faza        | 7                | 5                | 2                | 2                | 1                | 7                | 4                |                  |                  |
| 1986        | Optimi             | 10               | 4                | 2                | 1                | 1                | 12               | 5                |                  |                  |
| 1990        | Faza Grupelor      | 17               | 3                | 1                | 0                | 2                | 4                | 4                |                  |                  |
| 1994        | Faza Grupelor      | 18               | 3                | 1                | 0                | 2                | 7                | 6                |                  |                  |
| 1998        | Nu s-a calificat   | Nu s-a calificat | Nu s-a calificat | Nu s-a calificat | Nu s-a calificat | Nu s-a calificat | Nu s-a calificat | Nu s-a calificat | Nu s-a calificat | Nu s-a calificat |
| 2002        | Faza Grupelor      | 22               | 2                | 1                | 0                | 2                | 4                | 4                |                  |                  |
| 2006 - 2010 | Nu s-a calificat   | Nu s-a calificat | Nu s-a calificat | Nu s-a calificat | Nu s-a calificat | Nu s-a calificat | Nu s-a calificat | Nu s-a calificat | Nu s-a calificat | Nu s-a calificat |
| 2014        | Faza Grupelor      | 24               | 3                | 0                | 2                | 1                | 2                | 3                |                  |                  |
| 2018        | Sferturi de finală | 8                | 5                | 2                | 2                | 1                | 11               | 7                |                  |                  |
| 2022        | Interzis           |                  |                  |                  |                  |                  |                  |                  |                  |                  |
| 2026        | Nu a avut loc      |                  |                  |                  |                  |                  |                  |                  |                  |                  |
| Total       | 11/21              |                  | 45               | 19               | 10               | 16               | 77               | 54               |                  |                  |

### Campionate europene
| 1960  | Campioni         | 1                | 4                | 4                | 0                | 0                | 9                | 1                |                  |                  |
| 1964  | Vicecampioană    | 2                | 6                | 3                | 2                | 1                | 11               | 5                |                  |                  |
| 1968  | Semifinale       | 4                | 10               | 7                | 1                | 3                | 19               | 10               |                  |                  |
| 1972  | Vicecampioană    | 2                | 2                | 1                | 0                | 1                | 1                | 3                |                  |                  |
| 1976  | Nu a participat  | Nu a participat  | Nu a participat  | Nu a participat  | Nu a participat  | Nu a participat  | Nu a participat  | Nu a participat  | Nu a participat  | Nu a participat  |
| 1980  | Nu a participat  | Nu a participat  | Nu a participat  | Nu a participat  | Nu a participat  | Nu a participat  | Nu a participat  | Nu a participat  | Nu a participat  | Nu a participat  |
| 1984  | Nu a participat  | Nu a participat  | Nu a participat  | Nu a participat  | Nu a participat  | Nu a participat  | Nu a participat  | Nu a participat  | Nu a participat  | Nu a participat  |
| 1988  | Vicecampioană    | 2                | 5                | 3                | 1                | 1                | 7                | 4                |                  |                  |
| 1992  | Faza grupelor    | 8                | 3                | 0                | 2                | 1                | 1                | 4                |                  |                  |
| 1996  | Faza grupelor    | 14               | 3                | 0                | 1                | 2                | 4                | 8                |                  |                  |
| 2000  | Nu s-a calificat | Nu s-a calificat | Nu s-a calificat | Nu s-a calificat | Nu s-a calificat | Nu s-a calificat | Nu s-a calificat | Nu s-a calificat | Nu s-a calificat | Nu s-a calificat |
| 2004  | Faza grupelor    | 11               | 3                | 1                | 0                | 2                | 2                | 4                |                  |                  |
| 2008  | Semifinale       | 3                | 5                | 3                | 0                | 2                | 7                | 8                |                  |                  |
| 2012  | Faza grupelor    | 9                | 3                | 1                | 1                | 1                | 5                | 3                |                  |                  |
| 2016  | Faza grupelor    | 23               | 3                | 0                | 1                | 2                | 2                | 6                |                  |                  |
| 2020  | Faza grupelor    | 19               | 3                | 1                | 0                | 2                | 2                | 7                |                  |                  |
| 2024  | Interzis         |                  |                  |                  |                  |                  |                  |                  |                  |                  |
| Total | 12/16            | 8                | 36               | 13               | 7                | 16               | 40               | 52               |                  |                  |

## Lotul actual
Următorii 26 de jucători au fost incluși în lotul echipei pentru a disputa Campionatul European de Fotbal 2020..
Meciuri și goluri corecte la 16 iunie 2021, după meciul cu Finlanda.
| Nr. | Poz. | Jucător                | Data nașterii (vârsta)         | Selecții | Goluri | Club                   |
| --- | ---- | ---------------------- | ------------------------------ | -------- | ------ | ---------------------- |
| 1   | P    | Anton Shunin           | 27 ianuarie 1987 (38 de ani)   | 13       | 0      | Dynamo Moscow          |
| 12  | P    | Yury Dyupin            | 17 martie 1988 (37 de ani)     | 0        | 0      | Rubin Kazan            |
| 16  | P    | Matvei Safonov         | 25 februarie 1999 (26 de ani)  | 2        | 0      | Krasnodar              |
|     |      |                        |                                |          |        |                        |
| 2   | F    | Mário Fernandes        | 19 septembrie 1990 (34 de ani) | 31       | 5      | CSKA Moscow            |
| 3   | F    | Igor Diveev            | 27 septembrie 1999 (25 de ani) | 6        | 0      | CSKA Moscow            |
| 4   | F    | Vyacheslav Karavayev   | 20 mai 1995 (29 de ani)        | 15       | 2      | Zenit Saint Petersburg |
| 5   | F    | Andrei Semyonov        | 24 martie 1989 (36 de ani)     | 27       | 0      | Akhmat Grozny          |
| 13  | F    | Fyodor Kudryashov      | 5 aprilie 1987 (37 de ani)     | 44       | 1      | Antalyaspor            |
| 14  | F    | Georgi Dzhikiya        | 21 noiembrie 1993 (31 de ani)  | 35       | 1      | Spartak Moscow         |
| 18  | F    | Yuri Zhirkov           | 20 august 1983 (41 de ani)     | 105      | 2      | Zenit Saint Petersburg |
| 24  | F    | Roman Yevgenyev        | 23 februarie 1999 (26 de ani)  | 1        | 0      | Dynamo Moscow          |
|     |      |                        |                                |          |        |                        |
| 6   | M    | Denis Cheryshev        | 26 decembrie 1990 (34 de ani)  | 31       | 12     | Valencia               |
| 7   | M    | Magomed Ozdoyev        | 5 noiembrie 1992 (32 de ani)   | 34       | 4      | Zenit Saint Petersburg |
| 8   | M    | Dmitri Barinov         | 11 septembrie 1996 (28 de ani) | 7        | 0      | Lokomotiv Moscow       |
| 11  | M    | Roman Zobnin           | 11 februarie 1994 (31 de ani)  | 37       | 0      | Spartak Moscow         |
| 15  | M    | Aleksei Miranchuk      | 17 octombrie 1995 (29 de ani)  | 35       | 6      | Atalanta               |
| 17  | M    | Aleksandr Golovin      | 30 mai 1996 (28 de ani)        | 40       | 5      | Monaco                 |
| 19  | M    | Rifat Zhemaletdinov    | 20 septembrie 1996 (28 de ani) | 5        | 0      | Lokomotiv Moscow       |
| 20  | M    | Aleksei Ionov          | 18 februarie 1989 (36 de ani)  | 35       | 4      | Krasnodar              |
| 21  | M    | Daniil Fomin           | 2 martie 1997 (28 de ani)      | 4        | 0      | Dynamo Moscow          |
| 23  | M    | Daler Kuzyayev         | 15 ianuarie 1993 (32 de ani)   | 36       | 2      | Zenit Saint Petersburg |
| 25  | M    | Denis Makarov          | 18 februarie 1998 (27 de ani)  | 0        | 0      | Rubin Kazan            |
| 26  | M    | Maksim Mukhin          | 4 noiembrie 2001 (23 de ani)   | 4        | 0      | CSKA Moscow            |
|     |      |                        |                                |          |        |                        |
| 9   | A    | Aleksandr Sobolev      | 7 martie 1997 (28 de ani)      | 7        | 3      | Spartak Moscow         |
| 10  | A    | Anton Zabolotny        | 13 iunie 1991 (33 de ani)      | 13       | 1      | CSKA Moscow            |
| 22  | A    | Artem Dzyuba (captain) | 22 august 1988 (36 de ani)     | 54       | 29     | Zenit Saint Petersburg |

### Convocări recente
Jucători convocați în ultimele 12 luni.
| Poz. | Jucător            | Data nașterii (vârsta)        | Selecții | Goluri | Club                   | Ultima convocare                |
| ---- | ------------------ | ----------------------------- | -------- | ------ | ---------------------- | ------------------------------- |
| P    | Guilherme          | 12 decembrie 1985 (39 de ani) | 2        | 0      | Lokomotiv Moscow       | 2018 FIFA World Cup PRE         |
| P    | Soslan Dzhanayev   | 13 martie 1987 (38 de ani)    | 1        | 0      | Rubin Kazan            | 2018 FIFA World Cup PRE         |
| P    | Aleksandr Selikhov | 7 aprilie 1994 (30 de ani)    | 0        | 0      | Spartak Moscow         | v. Franța, 27 March 2018 INJ    |
|      |                    |                               |          |        |                        |                                 |
| F    | Dmitri Kombarov    | 22 ianuarie 1987 (38 de ani)  | 47       | 2      | Spartak Moscow         | 2018 FIFA World Cup PRE         |
| F    | Roman Neustädter   | 18 februarie 1988 (37 de ani) | 6        | 0      | Fenerbahçe             | 2018 FIFA World Cup PRE         |
| F    | Konstantin Rausch  | 15 martie 1990 (35 de ani)    | 5        | 0      | Dynamo Moscow          | 2018 FIFA World Cup PRE         |
| F    | Vladislav Ignatyev | 20 ianuarie 1987 (38 de ani)  | 3        | 0      | Lokomotiv Moscow       | 2018 FIFA World Cup PRE         |
| F    | Ruslan Kambolov    | 1 ianuarie 1990 (35 de ani)   | 2        | 0      | Rubin Kazan            | 2018 FIFA World Cup PRE / INJ   |
| F    | Viktor Vasin       | 6 octombrie 1988 (36 de ani)  | 13       | 2      | CSKA Moscow            | v. Spania, 14 November 2017 INJ |
| F    | Georgi Dzhikiya    | 21 noiembrie 1993 (31 de ani) | 8        | 0      | Spartak Moscow         | v. Spania, 14 November 2017 INJ |
| F    | Yevgeni Chernov    | 23 octombrie 1992 (32 de ani) | 0        | 0      | Zenit Saint Petersburg | v. Iran, 10 October 2017        |
|      |                    |                               |          |        |                        |                                 |
| M    | Denis Glushakov    | 27 ianuarie 1987 (38 de ani)  | 57       | 5      | Spartak Moscow         | 2018 FIFA World Cup PRE         |
| M    | Anton Shvets       | 26 aprilie 1993 (31 de ani)   | 1        | 0      | Akhmat Grozny          | 2018 FIFA World Cup PRE         |
| M    | Aleksandr Tashayev | 23 iunie 1994 (30 de ani)     | 0        | 0      | Dynamo Moscow          | 2018 FIFA World Cup PRE         |
| M    | Magomed Ozdoyev    | 5 noiembrie 1992 (32 de ani)  | 12       | 1      | Zenit Saint Petersburg | v. Iran, 10 October 2017        |
| M    | Dmitri Tarasov     | 18 martie 1987 (38 de ani)    | 8        | 1      | Lokomotiv Moscow       | v. Iran, 10 October 2017        |
|      |                    |                               |          |        |                        |                                 |
| A    | Dmitry Poloz       | 12 iulie 1991 (33 de ani)     | 15       | 2      | Zenit Saint Petersburg | 2018 FIFA World Cup PRE         |
| A    | Anton Zabolotny    | 13 iunie 1991 (33 de ani)     | 5        | 0      | Zenit Saint Petersburg | 2018 FIFA World Cup PRE         |
| A    | Fyodor Chalov      | 10 aprilie 1998 (26 de ani)   | 0        | 0      | CSKA Moscow            | 2018 FIFA World Cup PRE         |
| A    | Aleksandr Kokorin  | 19 martie 1991 (34 de ani)    | 48       | 12     | Zenit Saint Petersburg | v. Brazilia, 23 March 2018 INJ  |

Note
- PRE Lot preliminar
- REM Chemat în lot, dar îndepărtat din echipă înainte de începerea jocului
- Accidentat sau în recuperare după operație

## Istoric antrenori
| Nume                           | Perioada                | Meciuri | Victorii | Egaluri | Înfrângeri | Victorii % |
| ------------------------------ | ----------------------- | ------- | -------- | ------- | ---------- | ---------- |
| Pavel Sadîrin                  | 1992–1994               | 23      | 12       | 6       | 5          | 52         |
| Oleg Romanțev                  | 1994–1996, 1998–2002    | 60      | 36       | 14      | 10         | 60         |
| Boris Ignatiev                 | 1996–1998               | 20      | 8        | 8       | 4          | 40         |
| Anatoli Bîșoveț                | 1998                    | 6       | 0        | 0       | 6          | 0          |
| Valeri Gazzaev                 | 2002–2003               | 9       | 4        | 2       | 3          | 44         |
| Gheorghi Iarțev                | 2003–2005               | 19      | 8        | 6       | 5          | 42         |
| Iuri Siomin                    | 2005                    | 7       | 3        | 4       | 0          | 43         |
| Aleksandr Borodiuk (interimar) | 2006                    | 2       | 0        | 1       | 1          | 0          |
| Guus Hiddink                   | iulie 2006 – June 2010  | 39      | 22       | 7       | 10         | 56         |
| Dick Advocaat                  | iulie 2010 – iulie 2012 | 24      | 12       | 8       | 4          | 50         |
| Fabio Capello                  | iulie 2012 – iulie 2015 | 33      | 17       | 11      | 5          | 51.5       |
| Leonid Sluțki                  | august 2015 – prezent   | 4       | 4        | 0       | 0          | 100        |